# Toto (ban nhạc)
Toto là một ban nhạc rock của Mỹ được thành lập vào năm 1977 tại Los Angeles. Đội hình gần đây nhất của ban nhạc bao gồm Joseph Williams (giọng hát chính), David Paich (bàn phím, giọng hát), Steve Porcaro (bàn phím), Steve Lukather (guitar, vocal), cộng với các thành viên lưu diễn Lenny Castro (bộ gõ), Warren Ham (saxophone), Shem von Schroeck (bass) và Shannon Forrest (trống). Toto được biết đến với phong cách âm nhạc kết hợp các yếu tố pop, rock, soul, funk, progressive rock, hard rock, R & B, blues và jazz.
Paich và Jeff Porcaro đã chơi với nhau như những nhạc sĩ phiên trong một số album và quyết định thành lập một ban nhạc. David Hungate, Lukather, Steve Porcaro và Bobby Kimball đã được tuyển dụng trước khi phát hành album đầu tiên. Ban nhạc đã đạt được thành công thương mại lớn vào cuối những năm 1970 và 1980, bắt đầu với sự ra mắt cùng tên của ban nhạc được phát hành vào năm 1978. Với việc phát hành Toto IV (1982) được giới phê bình đánh giá cao và thành công về mặt thương mại, Toto trở thành một trong những nhóm nhạc bán chạy nhất trong thời đại của họ.
Được biết đến rộng rãi với Top 5 hit "Hold the Line", " Rosanna " và " Africa", nhân sự của nhóm tiếp tục phát triển. Hungate trái năm 1982; Kimball rời đi vào năm 1984, nhưng đã gia nhập lại ban nhạc vào năm 1998, rời đi một lần nữa vào năm 2008. Jeff Porcaro qua đời năm 1992 vì một cơn đau tim. Hungate tái ngộ Toto với tư cách là một nhạc sĩ lưu diễn và sau đó là thành viên ban nhạc. Năm 2008, Lukather tuyên bố rời khỏi ban nhạc và các thành viên còn lại sau đó đã đi con đường riêng của họ. Vào mùa hè năm 2010, Toto đã cải tổ và thực hiện một chuyến lưu diễn ngắn ở châu Âu, với một đội hình mới, để mang lại lợi ích cho Mike Porcaro, người được chẩn đoán mắc chứng xơ cứng teo cơ bên trái (ALS) và không còn là thành viên tích cực của ban nhạc. Ông mất năm 2015. Ban nhạc kỷ niệm 40 năm thành lập vào năm 2017. Toto tuyên bố tạm nghỉ kéo dài sau chặng cuối của tour diễn kỷ niệm 40 năm của họ vào năm 2019.
Toto đã phát hành 14 album phòng thu, và đã bán được hơn 40 triệu bản trên toàn thế giới. Nhóm đã được vinh danh với một số giải thưởng Grammy và được giới thiệu vào Nhà lưu danh và Bảo tàng Nhạc sĩ năm 2009.